# زمین‌لرزه اوت ۱۹۰۹ ژاپن
زمین‌لرزه ژاپن  در تاریخ ۱۴ اوت ۱۹۰۹ میلادی، برابر با ‎۲۳ مرداد ۱۲۸۸، ساعت ۶:۳۱:۰۰ به زمان یوتی‌سی در ژاپن رخ داد. ژرفای این زلزله ۵ کیلومتر بود. بزرگی آن ۶٫۷ در مقیاس Ms اعلام شده‌است. زمین‌لرزه به وقت محلی در روز شنبه، ساعت ۱۵ روی داده و منطقه زمانی آن یوتی‌سی +۹ بوده‌است .
سازمان زمین‌شناسی آمریکا نیز جای این زمین‌لرزه را در مختصات ۳۵°۲۴′شمالی ۱۳۶°۱۸′شرقی / ۳۵٫۴°شمالی ۱۳۶٫۳°شرقی و بزرگی آنرا برابر با ۶٫۹ در مقیاس ریشتر اعلام کرده‌است. ژرفای گزارش شده از سوی این سازمان ۳۳ کیلومتر می‌باشد.
تعداد زخمیان این زمین‌لرزه ۷۸۴ نفر برآورده شده‌است. 